# Dettingen (Rottenburg)
Pour les articles homonymes, voir Dettingen.
Dettingen est un quartier de la ville de Rottenburg am Neckar, situé en République fédérale d'Allemagne, dans le Land du Bade-Wurtemberg, dans l'arrondissement de Tübingen.

## Géographie
Dettingen est situé à six kilomètres au sud de Rottenburg, sur un plateau.

### Expansion
Le territoire communal de Dettingen s'étend sur 962 hectares. 36,4 % de ce territoire sont consacrés à l'agriculture, 50,8 % à la sylviculture, 11,9 % constituent des zones d'habitations, 0,2 % un plan d'eau.

## Population
Au 31 janvier 2008, Dettingen rassemblait 1 783 habitants (densité de population de 185 hab./km2).

### Religions
La majorité des habitants de Dettingen sont catholiques.